# Affaire Bassarabo
L'affaire Bassarabo ou crime du square La Bruyère, à Paris, en 1920, a provoqué une forte mobilisation de la presse, passionné l'opinion et divisé les essayistes. Son mode opératoire (un cadavre expédié par le train dans une malle), la personnalité des accusées (une mère écrivaine féministe et sa fille), l'incertitude sur les mobiles, les coups de théâtre du procès en 1922 et les rebondissements ultérieurs, ont retenu l'intérêt d'une presse quotidienne désireuse d'accroître un lectorat amateur de faits-divers.

## Malle sanglante

Mme Bessarabo

Le 4 août 1920, la police découvre en gare de Nancy le cadavre de Georges Bassarabo, tué d'un coup de revolver et enfermé dans une malle qui a été expédiée par le train depuis Paris, gare de l'Est. Son épouse, une écrivaine féministe née Louise Grouès, connue sous le nom de plume d'Héra Mirtel, est très vite soupçonnée et arrêtée. Sa fille, Paule Jacques, née d'un premier mariage, est également compromise. Toutes deux sont enfermées dans la prison Saint-Lazare pour une instruction qui durera près de deux ans.
La victime, née Ismaël Jacob Weissmann, était un commissionnaire, spéculant notamment sur les surplus militaires, que Louise Grouès, alors veuve, avait épousé au Mexique en 1915. Le couple vivait square La Bruyère, où le crime a été commis dans la nuit du 30 au 31 juillet 1920. Les enquêteurs s'interrogent sur le mobile du crime. Est-ce le crime passionnel d'une épouse trompée, qui se serait défendue contre un homme violent, menaçant aussi sa fille, selon la version de Mme Bassarabo ? Est-ce un crime d'intérêt, pour s'emparer de la commission de 600 000 francs que Georges Bassarabo devait toucher le 31 juillet sur une transaction concernant un terrain pétrolifère au Mexique ? La victime était-elle un espion au service de l'Allemagne, comme le prétend son épouse, qui avait, dans un roman de 1920, Du bagne à l'éden, décrit une situation semblable ? Faut-il voir dans ce crime la conséquence du féminisme radical affiché par cette militante, dont les actes et les écrits fustigeaient le patriarcat, comme le suggèrent certains journalistes ? Quelle part la fille de Mme Bassarabo a -t-elle prise dans le crime ? Les deux femmes devaient embarquer pour le Mexique le 30 juillet, mais elles n'avaient pu acquitter le prix de la traversée.

## MmeBassarabo
L'affaire de la « malle sanglante » passionne l'opinion, mobilise journalistes et essayistes. La personnalité de Mme Bassarabo suscite la curiosité. Cette écrivaine et militante féministe, née à Lyon en 1868, élevée au couvent du sacré Cœur de Jésus et de Marie sur la colline de Fourvière, était l'auteure d'une œuvre abondante, poèmes, romans à caractère autobiographique, pièces de théâtre, essais, articles. Vice-présidente de l'Union fraternelle des femmes, membre du Groupe français d'études féministes, elle avait créé et dirigé un journal, l'Entente, pour soutenir les combats féministes. Elle avait aussi collaboré jusqu'en 1914 à La Renaissance contemporaine, une revue littéraire dirigée par le jeune poète Robert Vayssié, qui était devenu son amant. Sa famille appartenait au monde des « Barcelonnettes », ces habitants de la vallée de l'Ubaye qui avaient émigré au Mexique ; son frère, Antoine Grouès, père de l'abbé Pierre, y avait fait fortune. Louise y avait épousé en 1897 son premier mari, Paul Jacques, qui s'était suicidé en 1913 d'un coup de revolver, accablé par des revers de fortune liés à la révolution mexicaine, ou, dira la rumeur, par le comportement de son épouse. Le suicide du premier mari est mis en doute par l'assassinat du second, et une instruction est lancée sur cette mort devenue suspecte.

## Instruction
L'enquête est confiée au commissaire René Faralicq par le juge Gabriel Bonin, qui instruisait en même temps l'affaire Landru. Au cours de leurs interrogatoires, les deux accusées changent de version : Mme Bassarabo reconnaît d'abord avoir voulu récupérer le patrimoine de ses filles, dilapidé par Georges, en réclamant la part de la commission que celui-ci lui avait promise sur la vente du terrain mexicain ; il avait refusé, il se serait montré brutal, elle se serait défendue. Puis, prétextant qu'elle avait avoué sur pression du juge pour épargner à sa fille Paule l'enfermement avec les filles publiques de Saint-Lazare, elle nia toute culpabilité en affirmant que la fameuse malle avait été expédiée à Nancy à la demande de son mari, et qu'elle contenait au départ des documents intéressant la défense nationale ; sa fille, dit-elle, n'a rien vu ni entendu. Le juge fait exhumer le corps du premier mari, enterré à Saint-Paul-sur-Ubaye. On découvre dans la casquette du cadavre plusieurs lettres qui répètent sa volonté de mourir, et qui auraient échappé à l'attention lors de l'inhumation. Le juge, croyant à un faux rédigé par Louise, fait expertiser les lettres : au terme de deux expertises successives, malgré le scepticisme du juge, celles-ci sont bien attribuées à Paul Jacques. Pendant que Louise et sa fille sont enfermées à Saint-Lazare, le juge Bonin tente de clore l'instruction de l'affaire Landru. Au moment où le dossier d'instruction de l'affaire Bassarabo semble pouvoir être transmis à la chambre d'accusation, le juge Bonin meurt brutalement, en avril 1922. Or, il avait négligé certains documents , et les accusées n'avaient pu être interrogées à leur sujet. Un supplément d'instruction est donc demandé, et le procès reporté.

## Procès
Le procès s'ouvre aux assises de Paris le 6 juin 1922. La Cour est présidée par Maurice Gilbert, qui avait présidé aux assises de Versailles le procès de Landru. Le ministère public est représenté par l'avocat général Paul Mancel. Après avoir sollicité plusieurs avocats (le bâtonnier Henri-Robert, Jean Ernest-Charles, Cuvillier-L'Héritier, César Campinchi), Mme Bassarabo est défendue par Vincent de Moro-Giafferri, qui venait d'assister Landru. L'avocat de Paule Jacques est Raymond Hubert, alors à ses débuts, tandis qu'Henri Dorville défend les intérêts de la famille Weissmann, partie civile. Les femmes sont interdites d'audience, sous prétexte de ne pas reproduire les incidents du procès Landru. La foule se presse aux portes du Palais, les tribunaliers des journaux quotidiens, Geo London, Henri Béraud, André Salmon, rendent compte des audiences à la Une ; les photographies étant prohibées, les dessinateurs, Maurice Radiguet, Louis Berings, Jacques Ochs, André Galland, croquent les protagonistes. Le long défilé des témoins, parents, amis, hommes d'affaires, associés, voisins, maîtresses de la victime, fait durer le procès jusqu'au 21 juin. On y entend notamment l'écrivaine Aurel, qui prend parti pour l'accusée, Jules Romains, qui avait fréquenté son salon, l'écrivain Georges Pillement, dont Mme Bassarabo avait été la marraine de guerre, un temps soupçonné d'avoir été son amant et peut-être son complice. Au fil des audiences, il apparaît que Georges Bassarabo était ruiné, qu'il avait profité de la fortune de sa femme et que la commission sur le terrain pétrolifère n'avait aucune chance d'être versée. 
Le procès est marqué par des incidents d'audience et des coups de théâtre. Le 7 juin, Paule Jacques évoque « un secret », qui appartiendrait à sa mère, mais celle-ci lui intime l'ordre de se taire. Le 21 juin, après le réquisitoire de l'avocat général et la plaidoirie de Moro-Giafferi, qui dure cinq heures, Paule Jacques, interrogée par le président Gilbert, reconnaît avoir menti. Elle admet avoir contribué, « du bout des doigts » à la confection, puis à l'expédition de la « malle sanglante », affirmant que sa mère l'avait d'abord enfermée dans sa chambre, ce qui signait la préméditation. Alors que Mme Bassarabo persiste à se dire innocente, Moro-Giafferi, surpris par l'aveu de Paule Jacques, doit improviser pour sa cliente une ultime plaidoirie : « J'ai la terreur des calculs qui ont précédé l'improvisation véhémente de Paule Jacques. Ses aveux sont-ils sincères ? Je l'ignore. Mais se peut-il que pour défendre, il faille assassiner ? ». Le vote des douze jurés entraîne l'acquittement de Paule Jacques et la condamnation de Mme Bassarabo  à vingt ans de travaux forcés, en lui reconnaissant des circonstances atténuantes. Celle-ci remercie les jurés d'avoir épargné sa fille. Le 7 septembre 1922, le pourvoi de Mme Bassarabo est rejeté par la Cour de Cassation. 
En 1929, Paule Jacques se rend chez le procureur de la République et avoue avoir menti lors du procès pour être mise en liberté et rejoindre une jeune femme qu'elle avait connue à la prison  Saint-Lazare : sa mère, dit-elle, ne l'avait pas enfermée dans sa chambre, le crime n'a pas été prémédité. Elle multiplie les démarches pour obtenir la grâce de sa mère, qui subit sa peine à la prison centrale de Rennes où sa conduite est jugée exemplaire. Mais, atteinte d'une tuberculose osseuse, Louise Grouès s'éteint à l'Hôtel Dieu de Rennes le 21 mars 1931, se disant innocente du crime jusqu'à son dernier souffle,. Paule Jacques a mené campagne pour l'amélioration du sort des prisonniers, avant de se retirer dans un couvent de Bénédictines.

### Filmographie
- « L'affaire Meyer », le 19 décembre 1959 dans En votre âme et conscience sur RTF Télévision. Mme Bassarabo (dont le nom a été modifié en Marie-Luce Meyer) est incarnée par Maria Meriko.
- « L'affaire Bassarabo », téléfilm réalisé par Patrick Schmitt et Pauline Verdu, Pallas Télévision, dans la série « Des crimes presque parfaits » pour la chaîne Planète+ (Crimes et Investigations). Diffusion en octobre et novembre 2018 https://www.youtube.com/watch?v=KzU8yAoJGAg.

### Audiographie
- Christophe Hondelatte, « Hondelatte Raconte : l'affaire Bessarabo », Europe 1, 20 juillet 2018.
- « L'Heure du crime », présentée par Jean-Alphonse Richard : Mme Bassarabo, la féministe tueuse de maris, RTL, 3 juin 2022  https://www.rtl.fr/programmes/l-heure-du-crime/7900160553-l-integrale-madame-bassarabo-la-feministe-tueuse-de-maris